# Station Newton-le-Willows
Newton-le-Willows is een spoorwegstation van National Rail in Newton-le-Willows, St. Helens in Engeland. Het station is eigendom van Network Rail en wordt beheerd door Northern Rail. 

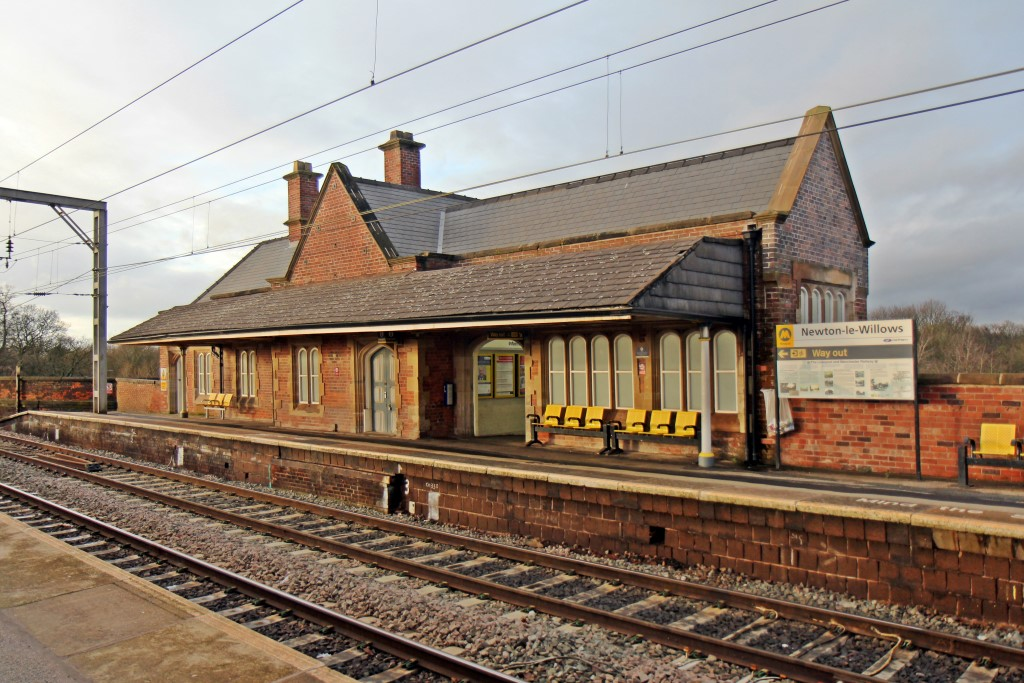
Oude stationsgebouw (tot 2019)